# Anthony Borelli
Anthony Borelli (Grand Island, 24 marzo 1989) è un ex hockeista su ghiaccio statunitense naturalizzato italiano, di ruolo portiere.

## Palmarès

### Individuale
- ECAC Third All-Star Team: 1

2012-2013